# Мезек
Мезек (болг. Мезек) — село в Болгарии. Находится в Хасковской области, входит в общину Свиленград. Население составляет 415 человек.

## Политическая ситуация
В местном кметстве Мезек, в состав которого входит Мезек, должность кмета (старосты) исполняет Цонка Георгиева Димитрова (независимый) по результатам выборов правления кметства.
Кмет (мэр) общины Свиленград — Георги Стоянов Манолов (инициативный комитет) по результатам выборов в правление общины.